# Equazioni di Eulero (dinamica)
Le equazioni della dinamica di Eulero sono equazioni differenziali che descrivono il moto di un corpo rigido nella meccanica newtoniana, permettendo di studiare il comportamento globale del sistema prescindendo da ciò che avviene per le sue singole componenti.
L'importanza di queste equazioni consiste nel semplificare la descrizione di un sistema di forze, riducendo i suoi gradi di libertà meccanici. Un esempio notevole di applicazione di queste equazioni è l'introduzione del modello di corpo rigido per descrivere degli oggetti solidi.

## Sistemi di masse
In meccanica classica, ai fini di esemplificare al massimo i metodi di calcolo richiesti per risolvere eventuali problemi, è conveniente introdurre il concetto di sistema di masse.
Un sistema fisico, come è facilmente intuibile, altro non è che l'insieme di corpi, quindi dotati di massa, puntiformi o estesi, oggetto dello studio da effettuare. I sistemi di masse possono essere:
- discreti, quando sono composti da corpi puntiformi;
- continui, quando sono composti da corpi estesi.

Le equazioni di Eulero discrete si applicano soltanto nell'approccio discreto, mentre per l'approccio continuo bisogna utilizzare metodi della meccanica statistica, che portano alle equazioni di bilancio e alle loro approssimazioni, ad esempio equazioni di Eulero sulla fluidodinamica e le equazioni di Navier-Stokes.

## Prima equazione cardinale
La prima equazione cardinale descrive il moto traslatorio di un sistema in coordinate lagrangiane e corrisponde al secondo principio della dinamica. Un risultato importante dal punto di vista intuitivo è che "il centro di massa si muove come un punto materiale con massa pari alla massa totale del sistema e soggetto a una forza uguale alla risultante delle forze esterne agenti". Essa prende la forma:
{\displaystyle \mathbf {F} ^{(e)}={\frac {\mathrm {d} \mathbf {P} }{\mathrm {d} t}}},
dove, per un sistema discreto di {\displaystyle n} particelle,
- {\displaystyle \mathbf {F} ^{(e)}=\sum _{i=1}^{n}\mathbf {F} _{i}^{(e)}} è la risultante delle forze esterne agenti sul sistema,
- {\displaystyle \mathbf {P} =\sum _{i=1}^{n}\mathbf {p} _{i}} è la quantità di moto totale del sistema,
- {\displaystyle M=\sum _{i=1}^{n}m_{i}} è la massa totale del sistema.

Si può osservare che ponendo {\displaystyle \mathbf {F} =0}, equivalente alla richiesta che un sistema risulti meccanicamente isolato, si trova che la quantità di moto del sistema è costante. Questo teorema prende il nome di legge di conservazione della quantità di moto.

### Dimostrazione
Partendo dalla definizione di centro di massa,
{\displaystyle \mathbf {r} _{\text{CM}}={\frac {1}{M}}\sum m_{i}\mathbf {r} _{i},}
moltiplicando a destra e sinistra per {\displaystyle M}, è possibile derivare membro a membro, ottenendo quindi
{\displaystyle M\mathbf {v} _{\text{CM}}=\sum _{i=1}^{n}m_{i}\mathbf {v} _{i}=\sum _{i=1}^{n}\mathbf {p} _{i}=\mathbf {P} }
La quantità a destra è la quantità di moto totale, ovvero la somma delle quantità di moto dei singoli punti del sistema. Derivando nuovamente si ha
{\displaystyle {\frac {\mathrm {d} \mathbf {P} }{\mathrm {d} t}}={\frac {\mathrm {d} }{\mathrm {d} t}}\sum _{i=1}^{n}\mathbf {p} _{i}=\sum _{i=1}^{n}\mathbf {F} _{i}=\sum _{i=1}^{n}\mathbf {F} _{i}^{(i)}+\sum _{i=1}^{n}\mathbf {F} _{i}^{(e)}}
Come conseguenza del terzo principio della dinamica, a prescindere dal caso in esame, la risultante delle forze interne è sempre nulla:
{\displaystyle \sum _{i=1}^{n}\mathbf {F} _{i}^{(i)}=0,}
quindi l'equazione è dimostrata. Nel caso particolare (ma molto frequente) in cui la massa si mantenga costante, è possibile scrivere l'equazione come
{\displaystyle \sum _{i=1}^{n}\mathbf {F} _{i}^{(e)}=M\mathbf {a} _{\text{CM}}}

## Seconda equazione cardinale
La seconda equazione cardinale descrive il moto rotatorio di un sistema in coordinate lagrangiane. Essa prende la forma:
{\displaystyle {\frac {\mathrm {d} \mathbf {L} }{\mathrm {d} t}}=\mathbf {M} -\mathbf {v} _{O}\times \mathbf {P} },
dove
- {\displaystyle \mathbf {L} =\sum _{i=1}^{n}\mathbf {r} _{i}\times \mathbf {p} _{i}} è il momento angolare del sistema
- {\displaystyle \mathbf {M} =\sum _{i=1}^{n}\mathbf {r} _{i}\times \mathbf {F} _{i}} è il momento meccanico totale che agisce sul sistema
- {\displaystyle \mathbf {P} =\sum _{i=1}^{n}\mathbf {p} _{i}} è la quantità di moto del sistema
- {\displaystyle \mathbf {v} _{O}} è la velocità del polo, nome che diamo al punto arbitrario rispetto al quale si calcola il momento angolare

Nel caso in cui la velocità del polo sia nulla, o sia parallela al vettore quantità di moto totale del sistema, l'equazione assume la forma semplificata
{\displaystyle \mathbf {M} ={\frac {\mathrm {d} \mathbf {L} }{\mathrm {d} t}}}
Anche in questo caso si osserva che ponendo {\displaystyle \mathbf {M} =0} si ritrova il risultato importante della conservazione del momento angolare.

### Dimostrazione
Si chiami {\displaystyle r'_{i}=r_{i}-r_{O}} la posizione del punto i-esimo nel sistema di riferimento del polo e si calcoli il momento angolare del  sistema di punti materiali in esame rispetto a un polo {\displaystyle O}:
{\displaystyle \mathbf {L} _{O}=\sum _{i=1}^{n}\mathbf {r} '_{i}\times \mathbf {p} _{i}}
Ora lo si derivi rispetto al tempo, facendo uso della regola di derivazione del prodotto di funzioni.
{\displaystyle {\frac {\mathrm {d} \mathbf {L} _{O}}{\mathrm {d} t}}=\sum _{i=1}^{n}\left[{\frac {\mathrm {d} \mathbf {r} '_{i}}{\mathrm {d} t}}\times \mathbf {p} _{i}+\mathbf {r} '_{i}\times {\frac {\mathrm {d} \mathbf {p} _{i}}{\mathrm {d} t}}\right]=\sum _{i=1}^{n}\left[{\frac {\mathrm {d} \mathbf {r} _{i}}{\mathrm {d} t}}\times \mathbf {p} _{i}\right]-\sum _{i=1}^{n}\left[{\frac {\mathrm {d} \mathbf {r} _{O}}{\mathrm {d} t}}\times \mathbf {p} _{i}\right]+\mathbf {M} }
Si osservi che il primo dei tre termini è (per le proprietà dei prodotti vettoriali)
{\displaystyle \sum _{i=1}^{n}{\frac {\mathbf {p} _{i}}{m_{i}}}\times \mathbf {p} _{i}=0}
mentre il secondo termine è:
{\displaystyle \sum _{i=1}^{n}\left[{\frac {\mathrm {d} \mathbf {r} _{O}}{\mathrm {d} t}}\times \mathbf {p} _{i}\right]=\mathbf {v} _{O}\times \sum _{i=1}^{n}\mathbf {p} _{i}=\mathbf {v} _{O}\times \mathbf {P} }
Dunque in definitiva:
{\displaystyle {\frac {\mathrm {d} \mathbf {L} _{O}}{\mathrm {d} t}}=\mathbf {M} -\mathbf {v} _{O}\times \mathbf {P} }

## Terza equazione cardinale
La terza equazione cardinale,  attraverso il concetto di potenza, fornisce una descrizione superiore del moto roto-traslatorio del sistema, ma non è necessaria alla determinazione dello stesso. Un risultato importante dal punto di vista intuitivo è che "in perfetto accordo con la meccanica lagrangiana, la potenza deriva da tutti i tipi di forze generalizzate". Essa prende la forma:
{\displaystyle P=\mathbf {F} \cdot \mathbf {v} _{O}+\mathbf {M} \cdot {\boldsymbol {\omega }}_{O}}
dove
- {\displaystyle P={\frac {\mathrm {d} {W}}{\mathrm {d} t}}} è la potenza e {\displaystyle W} il lavoro totale che agisce sul sistema
- {\displaystyle \mathbf {F} =\sum _{i=1}^{n}\mathbf {F} _{i}}  è la risultante delle forze esterne agenti sul sistema
- {\displaystyle \mathbf {M} =\sum _{i=1}^{n}\mathbf {r} _{i}\times \mathbf {F} _{i}}  è il  momento meccanico risultante delle forze esterne che agiscono sul sistema.
- {\displaystyle {\boldsymbol {\omega }}_{O}} e  {\displaystyle \mathbf {v} _{O}} sono rispettivamente la velocità angolare e la velocità del polo {\displaystyle O}, cioè il punto arbitrario rispetto al quale si calcola il momento meccanico {\displaystyle \mathbf {M} }.

### Dimostrazione
Si chiami {\displaystyle r'_{i}=r_{i}-r_{O}} la posizione del punto i-esimo nel sistema di riferimento del polo e si calcoli il lavoro totale del sistema di punti materiali in esame rispetto a un polo {\displaystyle O}:
{\displaystyle {W}=\sum _{i=1}^{n}\mathbf {F} _{i}\cdot \mathbf {r} _{i}}
Calcolando l'1-forma differenziale associata, per la equazione fondamentale della cinematica e poiché le forze interne non lavorano, si ha:
{\displaystyle {\begin{aligned}\mathrm {d} W&=\sum _{i=1}^{n}\mathbf {F} _{i}\cdot \mathrm {d} \mathbf {r} _{i}\\&=\sum _{i=1}^{n}\mathbf {F} _{i}\cdot (\mathbf {v} _{O}+{\boldsymbol {\omega }}_{O}\times \mathbf {r} '_{i})\,\mathrm {d} t\\&=\sum \mathbf {F} _{i}\cdot \mathbf {v} _{O}\ \mathrm {d} t+\sum \mathbf {F} _{i}\cdot {\boldsymbol {\omega }}_{O}\times \mathbf {r} '_{i}\,\mathrm {d} t\\&=\sum _{i=1}^{n}\mathbf {F} _{i}\cdot \mathbf {v} _{O}\,\mathrm {d} t+\sum _{i=1}^{n}{\boldsymbol {\omega }}_{O}\cdot \mathbf {r} '_{i}\times \mathbf {F} _{i}\,\mathrm {d} t\\&=\left(\sum _{i=1}^{n}\mathbf {F} _{i}\cdot \mathbf {v} _{O}+{\boldsymbol {\omega }}_{O}\cdot \sum _{i=1}^{n}\mathbf {M} _{i}\right)\,\mathrm {d} t\\\end{aligned}}}
Dunque in definitiva la potenza risulta:
{\displaystyle {\frac {\mathrm {d} {W}}{\mathrm {d} t}}=P=\mathbf {F} \cdot \mathbf {v} _{O}+\mathbf {M} \cdot {\boldsymbol {\omega }}_{O}}